# お助け屋☆陣八
『お助け屋☆陣八』（おたすけや じんぱち）は、2013年1月10日から同年3月29日まで読売テレビ制作・日本テレビ系の木曜ミステリーシアター枠で放送されたテレビドラマ。本作は木曜ミステリーシアター枠の最終作品となる。
劇中、神谷萌を演じる有村架純主演のスピンオフ・ドラマ『お助け屋☆もえ』（全4話）が2013年2月28日より読売テレビのYouTube公式チャンネルで配信された（ドラマ終了後に配信終了）。

## 概要
東京の下町・浅草を舞台に、先代から人力車夫を引き継いだ男・俥屋 陣八（くるまや じんぱち）が、困っている人を助け、法では裁けない悪人を懲らしめる「お助け屋」として仲間とともに奮闘する姿を描く。
宮川大輔は本作が連続ドラマ初主演。またワイズビジョンとテレパックは本作で初めて木曜ミステリーシアター枠の制作に参加する。

## あらすじ
明治時代から続く人力車屋を営む五代目・俥屋陣八は、先代である祖父から裏稼業・お助け屋も引き継ぐことになってしまう。お助け屋は、法で裁けぬ悪を成敗することが仕事。こうして陣八は、屈強な芸者・ポン太、元外科医・井口達也と共にトラブルを解決していく。

## キャスト
なお、特に断りの無い限り、五代目陣八は「陣八」、四代目陣八は「四代目」と表記する。
×がつけられた人物はお助け屋に成敗された人物である。

### お助け屋
俥屋 陣八 (35) - 宮川大輔
俥屋陣八五代目。人力車夫。本名は緒方健二だが、劇中ではもっぱら「陣八」と呼ばれている(1話冒頭で鉄雄から「緒方」と呼ばれたが、以降は「陣八」と呼ばれている)。大阪府生まれ。5年前、先代である祖父に浅草に連れられ、3年前に五代目・俥屋陣八を引き継ぎ、『キッチン時代屋』の2階を間借りして暮らしている。表情豊かで正義感が強く直向きな性格だが、喧嘩は弱い。橋から川に飛び込む、階段を転げ落ちるなど痛みを伴う出来事に遭遇すると悩みを解決する名案を思い付くことが多いが、わざわざ危険な目に遭わなくても、激しい痛みが生じるツボを押されただけでも閃く。鉄雄に対しては本性を現すまで信じて疑わなかったが、成敗した後も彼を見捨てず「困ったことがあったら相談にのる」とだけ伝えて別れた。
ポン太 (32) - しずちゃん（南海キャンディーズ）
浅草の芸者。本名：倉木薫。キワモノ芸で、人気を博している。特技はボクシングで、怪力でもある。おどけた雰囲気だが、「パンダ」と言われると激怒する。京都の先斗町で芸者をしていた時、贔屓客だった荒巻に紹介してもらった悪徳金融業者から父親が金を借りたことが原因で、実家の老舗小料理店や土地を失う。その後、心労で父親も亡くなり、荒巻によって人生を大きく狂わされる。達也については少し気にかけているそぶりを見せる。また、達也が闇の掃除人たちを服従させているように、ポン太も4人の舎弟らしき強面の男性たちに慕われている。
井口 達也 (32) - 小泉孝太郎
代々、医者を営む裕福な家庭に生まれ、自身も城南大学病院で外科医をしていた。急患で運ばれた患者を手術したが、手術の前に診察した医師の処置ミスによって後遺症が残り、患者の親から責められた上、その患者が退院した翌日に自殺してしまう。金を渡すことで誤診を隠し、教授たちが行っている病院の隠蔽体質に働く意欲を失い、医師を辞め、ホストクラブ「BARON」でホストをしていた(背はそこまで高くないせいか、先輩ホストから「ちび」と呼ばれていた)。端整で柔和な容姿とは裏腹に、理知的な性格。当初は面白半分で陣八を手伝っていたが、ホストを廃業したため本格的にお助け屋に参加する。一応は表向きの職業についている陣八とポン太に対し、ホスト廃業後はフリーターとなっているため弄られることも多い。ポン太のことが気になっている。医師だったからか、ツボにも詳しく、薬物の調合にも長けており、劇中で達也スペシャルなる薬を開発している。鉄雄の事件解決後は医師業に復帰し、浅草に診療所を開業する。
神谷 萌 (17) - 有村架純（幼少期：伊藤星）
輝道の娘。高校生。明朗快活な性格で陣八を支える。父の輝道とは口喧嘩も多いが、内心では父親として敬い、ポン太のことを「姉さん」と慕っている。お助け屋の仕事は命を亡くす危険性があるからと父親に直接的に関わらないよう止められているため、パソコンや敵方に潜入し情報収集をする仕事で陣八たちをサポートしている。
神谷 輝道 (44) - 武田幸三
四代目の助っ人で、洋食店「キッチン時代屋」店主。萌の父親。通称「マスター」。元キックボクサー。料理上手だが、天然ボケな面もある。お助け屋の知識に詳しいが、陣八らにアドバイスする以外は直接参加することはない。頑固で口煩いせいで萌と口論になることが多いが、本心では大切に思っている。萌が荒巻に連れ去られた時には、ポン太と四代目とともに救出に向かった。
俥屋 陣八 - 加藤茶
俥屋陣八四代目。陣八の祖父で師匠。陣八にお助け屋の稼業を引き継いだ後、ハワイに旅立つが、第10話で帰国する。五代目陣八の危機を先代の助っ人と一緒に救った後に活を入れる。荒巻に連れ去られた萌を救うが、心臓発作で倒れて、最後は陣八に看取られ息を引き取る。そして彼の死が商店街の人々を動かし、結果的に陣八の危機を救った。
闇の掃除人 - 伊藤修子
達也が連れてきた謎の女性。達也に服従しており、お助け屋が成敗した相手に求人広告に掲載されていない秘密の仕事を斡旋する。物語の中盤までは頻繁に登場して活躍していたが第10話以降は登場しなかったり、物語序盤で顔を見せる程度と登場頻度が下がっている(お助け屋より目立ち過ぎたせいかと思われる)。低血圧な体質。普段は「どうも」などのセリフを言って登場するが、第7話では成敗相手が悪徳リフォーム業者であるためか、「害虫駆除に参りました」というセリフをくだりとして言って姿を現したり、また、「キッチン時代屋」の常連で、最終話ではクリームシチューを「ビーフシチューの白いやつ」と思いこんだり、スピンオフ版では「キッチン時代屋」のトイレを利用するなどコミカルな一面を持つ。
黒服の男1 - 坂井良多（鬼越トマホーク） / 黒服の男2 - 金野博和（鬼越トマホーク）
闇の女掃除人の部下。上司の女性から勤務中はお喋りを禁止されているため、無口で一切喋らないが、本性はお喋り好きで漫才が大好き。スピンオフ版では萌に片思いしていたことが明かされた。女性に恋をすると内気になる一面を持つ。

### 敵
村上 鉄雄 (35)× - 細川茂樹
陣八の中学時代の同級生で、帝都銀行浅草支店長。美形で有能だが腹黒い性格。陣八とは幼馴染ということもあって表向きは友好的に接しているが、内心では彼の事を見下している(中学の頃から陣八のことを「何事にも首を突っ込むところ」が大嫌いだったと説明している)。陣八からは「ラブちゃん」（由来は「鉄雄」の「鉄」から「アイアン」、さらに「アイ」から「ラブちゃん」）と呼ばれている(この名前も気に入らなかった)。
お助け屋が出くわすトラブルの裏で暗躍、浅草界隈の土地を買収して再開発を進めようとしている。中盤では違法整形の医師の悪事を暴く為に陣八に協力を求めたが、実際は更地を手に入れるのが目的だった。終盤では陣八たちにも本性を表し、お助け屋もろとも商店街を潰そうと本格的に動き出すが、四代目の命をかけた行動と商店街の人々の助け合いの前に計画は失敗。その際に陣八の前で苦し紛れに商店街の人々を否定する暴言を吐いたため、商店街の人々から信用を失う結果となった。
荒巻 隆治× - 今井雅之（第7 - 最終話）
表向きは台東エンタープライズ社長だが、裏の顔は地上げ屋。鉄雄の右腕的な存在。ポン太の元贔屓客で、かつてポン太の実家を崩壊に追い込んだ張本人。鉄雄の計画が失敗すると共に自分だけ逃げようとするも、ポン太に見つかり殴られて成敗された。
蓮杖 美咲 - 三浦理恵子（第11 - 最終話）
メイドカフェ☆ぷりぷりオーナー。頭の切れる美人で、荒巻にも一目置かれている。従業員には前もって「援助交際禁止で、自己責任」と言い聞かせているが、実は警察や法を免れるための手段である。成績の悪い従業員には即解雇した挙句に風俗への転職の紹介も厭わない。しかし、その行為が従業員の瞳を自殺未遂に追い込んだことから、彼女の父親に刺し殺された(殺される前も彼女の父に自殺未遂について咎められた際も居直って不貞腐れた態度を取った為、自業自得と言っても良い最期だった)。彼女の死により商店街は多額の借金を背負うことになる。尚、本作の悪人で唯一お助け屋に成敗されなかった人物である。

### ゲスト
太字は依頼人
- 第1 - 2話
  - 大野 真由美 / 葉月（コンセプト文具OL・SWALLOW TAILキャバクラ嬢） - 平愛梨
  - 雨宮 一輝（BARONホスト）× - 徳山秀典
  - 大野 須美子（真由美の母親・団子屋大野女将） - あめくみちこ（最終話）
  - 大野 重三（真由美の父親・団子屋大野主人） - 温水洋一
  - さやか（真由美の同僚・コンセプト文具OL） - 藤村聖子
  - 陽子（真由美の同僚・コンセプト文具OL） - 八木菜々花（第1話）
  - 後藤（医大教授） - 小浜正寛（第1・8話）
  - 山田（医大教授） - まいど豊（第1・8話）
  - レナ（SWALLOW TAILキャバクラ嬢） - 吉川麻衣子（第1・5話）
  - カズハ（SWALLOW TAILキャバクラ嬢） - 堤千穂（第1・5話）
  - アミ（SWALLOW TAILキャバクラ嬢） - 松本眞佳（第1・5話）
  - 修二（BARONホスト） - 菊池隼人
  - 翔（BARONホスト） - 斉藤一平
  - 隼人（BARONホスト） - 三浦圭祐
  - アケミ（人力車の常連客・古着商女将） - 夏川加奈子（第2話）
  - トミ子（人力車の常連客） - 和泉ちぬ（第2話）
- 第3話
  - 小日向 大地（浅草第一中学校生徒） - 今井悠貴
  - 野村 栄治（浅草第一中学校教頭）× - 相島一之
  - キャサリン・スミス・ヤマモト（観光客・アキレスティ[注 7]インターナショナル視察員） - ローランス由美
  - 小日向 美紀（大地の姉・萌の同級生） - 藤原令子
  - 成瀬 誠（区議会議員） - 大河内浩
  - 大黒 拓海（大地の同級生） - 千葉一磨
  - 長井（大地の担任） - 深谷美歩
  - おばちゃん（饅頭屋） - 平田敦子
- 第4話
  - 飯島 フミ（小料理屋「ひさご」女将） - 酒井和歌子
  - 飯島 登（フミの息子） - 山崎樹範
  - 進藤 直樹（登の高校時代の同級生）× - 福徳秀介（ジャルジャル）
  - 楠本 アユミ（登の高校時代の同級生）× - Sharo
- 第5話
  - 斉藤 美羽（ドリーム旅行社OL） - 南明奈
  - 西田 雅史（ドリーム旅行社社長）× - 東幹久
  - 藤木 秀元（ドリーム旅行社専務）× - 中野英雄
  - 竹内 幸雄（美羽の恋人） - 安達健太郎（カナリア）
  - 島崎（ドリーム旅行社社員） - 関町知弘（ライス）
  - 森下（ドリーム旅行社会計士） - 石丸謙二郎
- 第6話
  - 小川 宗佑（小川屋呉服店店主） - 森本レオ
  - 小川 ひな子（宗佑の妻）× - 笛木優子
  - 水上 栄子（結婚相談所エタニティ所長）× - 吉田羊
  - 小川 宗之（宗佑の息子） - 飯田基祐
  - 相沢 恵美子（宗佑の娘） - 安藤玉恵
  - たこ焼き屋主人 - 村松利史
  - てっちゃん（金物屋の息子） - 小林恵美
  - モモコ（スナック「ゆう子」ホステス） - 富田麻帆
  - リンゴ（スナック「ゆう子」ママ） - 南まりか
- 第7話
  - 澤田 夏実 - MEGUMI
  - 澤田 謙介（夏実の夫） - 伊東孝明
  - 澤田 有希（夏実の娘） - 栗本有規
  - 坂下 すえ（リフォーム詐欺の被害者） - 池田道枝
  - 箕田 凌[注 8]（箕田工務店社長）× - 高知東生
  - 大塚 淳（箕田工務店主任）× - 庄司智春（品川庄司）
- 第8話
  - 乃木坂 一郎[注 9]（クラウン美容外科クリニック院長）× - 尾美としのり
  - 牟田 麗佳（クラウン美容外科カウンセラー）× - 瀬戸カトリーヌ
  - 平山 邦子（乃木坂の担当患者） - 村上知子（森三中）
  - 翔（ホスト・ハピネスプランの擬似デート相手） - 蓬莱大介（読売テレビの気象キャスター[注 10] / 気象予報士・防災士）
- 第9話
  - 増田 慶太（萌の幼馴染）× - 佐藤祐基（少年期：大岡拓海）
  - 本間（慶太の仲間）× - 佐藤正宏
  - 宮崎（慶太の仲間）× - 宮崎吐夢
  - 井上（慶太の仲間）× - 松尾駿（チョコレートプラネット）
  - 高木（荒巻の取引相手） - ビースト（山陽ピッツァ）
  - 中村 理沙（荒巻の秘書） - 熊切あさ美
- 第10話
  - 白井 沙織（OL） - 三倉茉奈
  - 白井 啓一（沙織の兄・白井屋米店[注 11]店主） - なだぎ武（ザ・プラン9）
  - 長田 秀樹（スーパーひだまり店長）[注 12]× - 遠山俊也
  - 定吉（なりきり屋・四代目の助っ人） - 仲村浩（太刀組）
  - おヨシ（なりきり屋・四代目の助っ人） - 小柳友貴美
  - 立花 薫（長田に万引きの罪を着せられた女子高生） - 山田茉亜紗
  - 謎の男性客（ゲイバーのママ） - 梅沢富美男
- 第11話
  - 田畑 梨香（清麗女子大学学生） - 岡本玲
  - 瞳（メイドカフェ☆ぷりぷりメイド） - 中西悠綺（Tokyo Cheer2 Party）
  - 奈々（メイドカフェ☆ぷりぷりメイド） - 原田里佳子（Tokyo Cheer2 Party）
  - 千秋（メイドカフェ☆ぷりぷりメイド） - 芦原優愛（Tokyo Cheer2 Party）
  - 由美（メイドカフェ☆ぷりぷりメイド） - 澤美帆（Tokyo Cheer2 Party）
  - 久保（メイドカフェの客） - 須藤謙太朗（大好物）
  - 斎藤（メイドカフェの客） - 田中サスケ（ざしきわらし）
  - 田畑 久美（梨香の母親） - 北原佐和子
  - 坂本 忠文（日の出通り商店街組合会長） - ベンガル（最終話）
- 最終話
  - レポーター - 川内天子
  - 瞳の父親 - 谷川昭一朗
  - 謎の通行人 - 佐藤隆太（特別出演）[注 13][4]

## スタッフ
- 原案 - 倉科遼
- 脚本 - 山岡真介、川嶋澄乃、田中眞一、武田有起
- 音楽 - 原田智英
- 演出 - 池澤辰也、山内宗信、金澤友也
- 主題歌 - MYNAME「WE ARE THE NIGHT」（よしもとアール・アンド・シー）
- 演出補 - 江利川深夜
- 人力車協力・監修 - 時代屋
- 技斗 - 剣武会
- 三味線指導 - 松元宏樹
- 芸者指導 - 稲木きよ子、しのはら実加
- ボクシング指導 - 梅津正彦
- ダンス指導 - 池田美千瑠
- 選曲 - 近藤隆史
- 医療指導 - 久保田潤一郎、冨名腰文人
- チーフプロデューサー - 堀口良則
- プロデューサー - 西川義嗣、高畑正和（よしもとクリエイティブ・エージェンシー）、武野一起（ワイズビジョン）、黒澤淳（テレパック）
- AP - 福田浩之、柴田幸司、最知由暁斗、金澤友也、荻原達
- 協力プロダクション - ワイズビジョン
- 制作プロダクション - テレパック
- 制作協力 - 吉本興業
- 制作著作 - 読売テレビ

## 放送日程
| 各話                                                      | 放送日  | サブタイトル                         | 脚本     | 演出     |
| --------------------------------------------------------- | ------- | ------------------------------------ | -------- | -------- |
| 第1話                                                     | 1月10日 | ―                                    | 山岡真介 | 池澤辰也 |
| 第2話                                                     | 1月17日 | 極悪ホストを退治                     | 山岡真介 | 池澤辰也 |
| 第3話                                                     | 1月24日 | 金髪の新メンバー!? いじめ問題を解決! | 川嶋澄乃 | 山内宗信 |
| 第4話                                                     | 1月31日 | 振り込めサギ撃退                     | 山岡真介 | 池澤辰也 |
| 第5話                                                     | 2月07日 | ブラック会社を退治                   | 田中眞一 | 山内宗信 |
| 第6話                                                     | 2月14日 | 保険金殺人の女                       | 武田有起 | 池澤辰也 |
| 第7話                                                     | 2月21日 | 白アリ詐欺の毒牙                     | 川嶋澄乃 | 山内宗信 |
| 第8話                                                     | 2月28日 | 美容整形の魔の手                     | 山岡真介 | 金澤友也 |
| 第9話                                                     | 3月07日 | 初恋の男は暗殺者                     | 山岡真介 | 池澤辰也 |
| 第10話                                                    | 3月14日 | チカン店長を撃退                     | 武田有起 | 金澤友也 |
| 第11話                                                    | 3月21日 | メイド喫茶の魔女                     | 川嶋澄乃 | 池澤辰也 |
| 最終話                                                    | 3月28日 | 仲間の死乗り越え                     | 山岡真介 | 池澤辰也 |
| 平均視聴率 3.7%（視聴率は関東地区・ビデオリサーチ社調べ） |         |                                      |          |          |